# 高倉山温泉
高倉山温泉(たかくらやまおんせん)は、岩手県花巻市(旧国陸奥国、明治以降は陸中国)花巻温泉郷にかつてあった温泉。

## 泉質
- 単純温泉

ラジウム含有量が多いことから効能が高いとされる。

## 温泉街
花巻南温泉峡の入り口から6番目の温泉である。山の神温泉と鉛温泉の間に位置する。
かつては豊沢川沿いに、一軒宿の豊楽園が存在したが、2012年に閉館。自炊部のみ存在する湯治場であった。
また温泉宿の奥に花巻市営のユースホステルがあったが、1993年に休館となった。

## アクセス
- 鉄道：東北本線花巻駅より岩手県交通バスで約40分。